# Ficus scaposa
Ficus scaposa är en mullbärsväxtart som beskrevs av Edred John Henry Corner. Ficus scaposa ingår i släktet fikonsläktet, och familjen mullbärsväxter. Inga underarter finns listade i Catalogue of Life.